# Gentianopsis macrantha
Gentianopsis macrantha är en gentianaväxtart som först beskrevs av David Don och George Don jr, och fick sitt nu gällande namn av Hugh Hellmut Iltis. Gentianopsis macrantha ingår i släktet strandgentianor, och familjen gentianaväxter. Inga underarter finns listade i Catalogue of Life.